# 連出スナック
連出スナック（つれだしスナック）とは、客が自由恋愛という形をとり、主に外国人ホステスの従業員を性行為目的でホテルまで連れ出すことができるスナック。業態がパブなら連出パブとなる。かつて赤線・青線地帯で売春行為していた店舗が業態転向して、営業を続けているケースが多い。

## 連出スナックのある主な地域

### 北海道
- 若松町 (函館市)

### 関東
・田中特飲街(銚子市)

### 中部
- 石坂 (金沢市)
- 西堀 (松本市)
- 戸倉上山田温泉(千曲市)
- 権堂(長野市)

### 近畿
- 渡鹿野島 (志摩市)

※2023年時点で営業を終えている。またかつて和歌山県那智勝浦町のJR紀伊勝浦駅付近にもあった

### 九州・沖縄
- 上野町 (宮崎市)